# Multicoque
Pour un article plus général, voir Coque (bateau).

Structures d'un catamaran et d'un trimaran (en haut) comparées à celles de deux types de monocoques.

Un bateau multicoque est, contrairement au bateau monocoque, un bateau constitué de plusieurs coques distinctes. Les catamarans et les trimarans sont des multicoques.

## Histoire

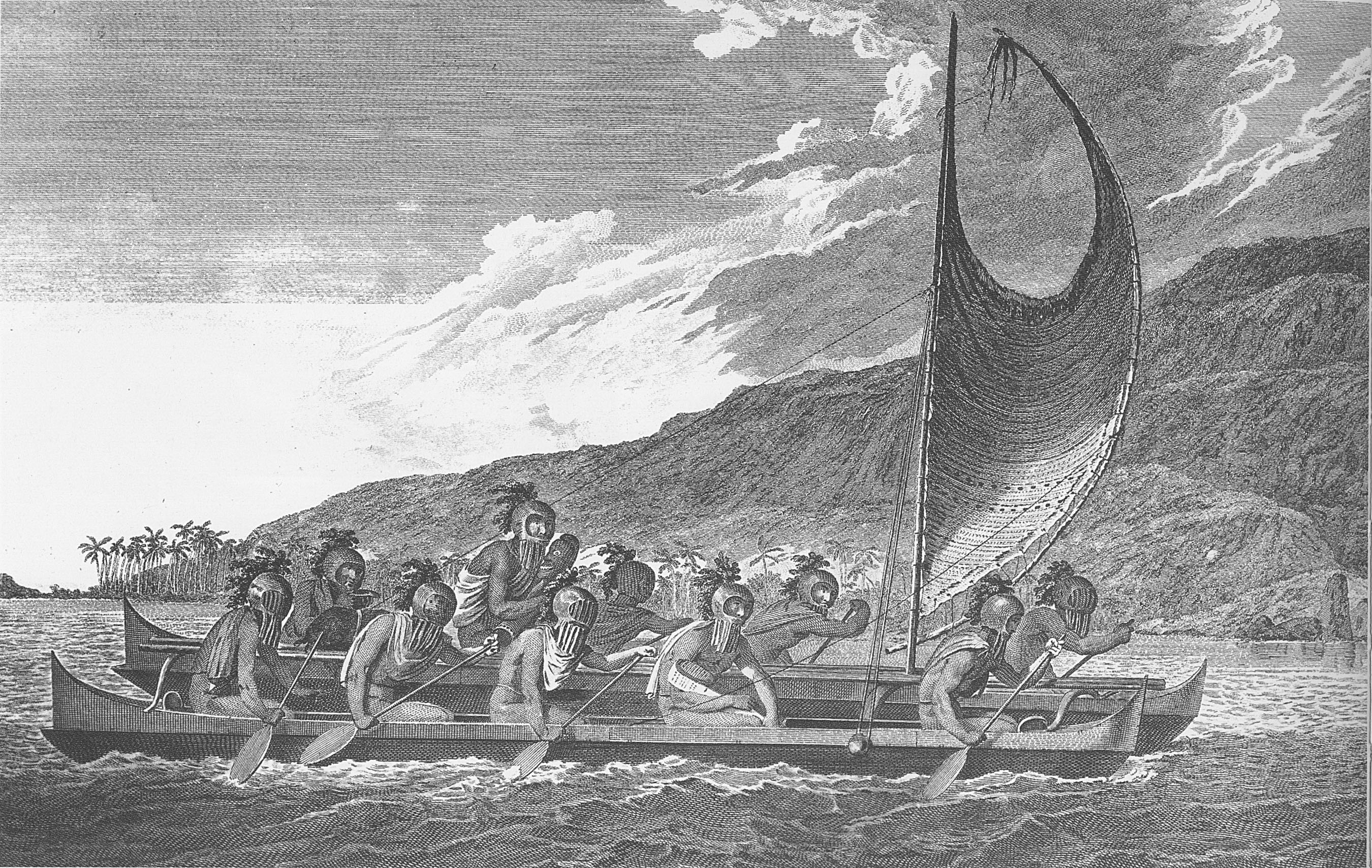
Un catamaran polynesien

Les premiers navires multicoques étaient des pirogues austronésiennes. Leurs constructeurs ont creusé des rondins pour fabriquer des canots et leur ont additionné des stabilisateurs pour les empêcher de chavirer. Cela a conduit finalement aux praos, catamarans et trimarans.
Les pionniers modernes de la conception de multicoques sont (liste non exhaustive) James Wharram (UK), Derek Kelsall (UK), Tom Lack (UK), Lock Crowther (Aust), Hedly Nicol (Aust), Malcolm Tennant (NZ), Jim Brown (USA), Arthur Piver (USA), Chris White (US), Ian Farrier (NZ), LOMOcean (NZ), et Dick Newick (USA).

## Type de multicoques

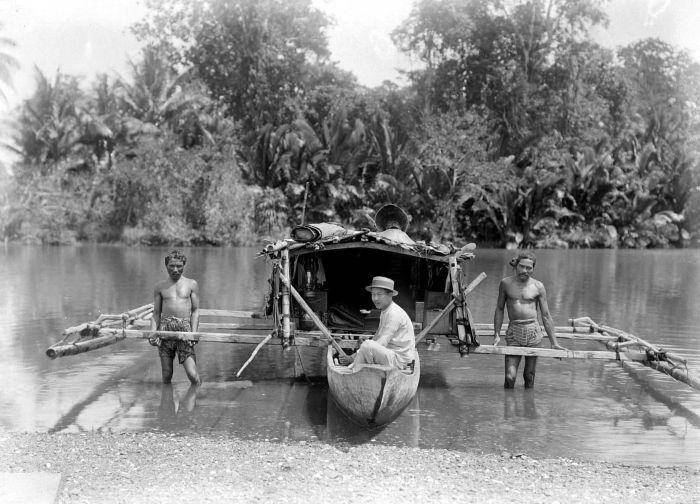
Un commerçant chinois aux Indes orientales néerlandaises vers 1920.

- à deux coques asymétriques : prao
- à deux coques symétriques : catamaran, SWATH, navire à effet de surface (NES)
- à trois coques, généralement une coque centrale principale et deux flotteurs : trimaran
- à quatre coques : quadrimaran (navire à moteur à quatre coques fines identiques)

## Avantages
L'intérêt principal des multicoques est en règle générale : 
- des performances sous voile supérieures aux monocoques — ceci est permis par la finesse des coques, le déplacement réduit par l'absence de lest, la « raideur à la toile » (aptitude à porter la voilure) apportée par la forte stabilité transversale —,
- une grande surface de pont, avantageuse dans le cas de navires à passagers,
- une navigation avec une faible gîte (voiliers),
- un tirant d'eau plus faible que celui d'un quillard,
- un échouage généralement facile et stable (grand polygone d'appui).
- l'obligation d'insubmersibilité, obtenue par des volumes de flottabilité. Un multicoque chaviré ne peut couler.

## Inconvénients
Toutefois, cela s'obtient au détriment d'autres aspects :
- la structure à plusieurs coques est plus complexe (flotteurs et bras de liaison, dispersion des volumes), plus sollicitée en contrainte (dispersion des efforts) et en déformation,
- la forte stabilité rend le multicoque plus sensible aux excitations (accélérations) dues aux vagues : le multicoque peut être très inconfortable par mer de travers ou diagonale,
- les catamarans ont une forte stabilité initiale qui diminue très rapidement passé un certain angle de gîte. Contrairement aux monocoques lestés, un catamaran chaviré ne peut se redresser seul.
- En dessous d'un certaine taille, l'espace « habitable » dans les coques des multicoques de plaisance est sensiblement plus réduit que sur un monocoque équivalent (voiliers). Au-delà de 12 m de longueur, cet inconvénient s'estompe nettement pour les voiliers de plaisance.
- La charge utile est plus faible que sur les monocoques lestés et les avantages des voiliers multicoques sont gravement altérés dès que la charge augmente (en performances comme en sécurité).

Les différences de performances entre monocoques et multicoques sont telles qu'ils participent généralement à des compétitions séparées.

## Hybrides monocoque-catamaran
Il existe des navires dont les coques ne sont pas nettement séparées (gabare à tunnel) ou ne sont pas séparées sur toute la longueur : l’Alcyone du Bureau d'études Mauric, le monocat de l'architecte naval français Jacques Fauroux et de Pierre Magnan. 